# Szent Kereszt-kápolna (Sedlarica)
A Szent Kereszt-kápolna Horvátországban, a Verőce-Drávamente megyei Sedlarica település temetőkápolnája volt. A kápolna egyike a Horvátország északnyugati részén sokáig fennmaradt fakápolnáknak, melyet csak 1963-ban bontottak le és ekkor építették a helyére a mai falazott kápolnát.

## Fekvése
A kápolna az észak-déli irányban hosszan elnyúló település középső részén, a főutcától keletre fekvő temetőben, a mai temetőkápolna helyén állt.

## Története
A 18. században az akkori határvidéken főként betelepített határőrcsaládok éltek, akik mellette főleg paraszti tevékenységet folytattak, de asztalosmunkával és ácsmunkával, valamint mindennapi tárgyaik díszítésével foglalkoztak. Legfőbb építőanyaguk a fa volt, melyből abban az időben rengeteg állt rendelkezésre, tehát olcsó volt. A Dráva és a Bilo-hegység közötti vidék meglehetősen lakott volt, így az erdőket egyre többször kellett levágni és helyükön termékeny szántókat létrehozni. Ezek a tények befolyásolták azt, hogy a korabeli szakrális építmények is általában fából épültek.
Miután 1684-ben Verőcét felszabadították a török uralom alól a 17. század végén és a 18. század elején Kapronca, Kőrös és Szentgyörgyvár vidékéről telepítettek be ide horvát ajkú lakosságot. Sedlarica valószínűleg a 18. század első éveiben keletkezett. 1710-ben már a pitomacsai plébániához tartozó települések között szerepel. Később 1790-ben a turnašicai plébánia része lett.  A falu alapítása után a helyiek úgy döntöttek, hogy megépítik első kápolnájukat. Az építés 1716 és 1733 között történt. A kápolna ekkor még nem volt sárral tapasztva és bemeszelve, két ajtaja és a kápolna északi oldalán sekrestyéje volt, míg belül kórus és maga a Szent Kereszt oltára állt az épületben. Még abban az évben tornyot építettek, de harang még nem volt benne. A kápolnában száz ember fért el.  Később még két oltárt állítottak Urunk színeváltozása és Szent Jakab apostol tiszteletére. Valószínűleg ezzel egyidejűleg készült a kápolna pazar barokk famennyezete. 1764-ben vagy 1765-ben a kápolna orgonát kapott. A 18. század után a kápolnát külső díszítéssel és meszeléssel látták el.
A faanyag porozitása miatt, amelyből felépítették az 1780-as években a kápolna már meglehetősen rossz állapotban volt, de javítására és esetleges szétszerelésére, valamint egy új kápolna építésére csak a 20. század elején tettek komolyabb kísérletet. Mivel várható volt a lebontása és ezáltal mindannak a megsemmisítése, ami benne volt, 1939. decemberében a Néprajzi Múzeummal és a zágrábi Művészeti és Kézműves Múzeummal együttműködve minden értékes berendezését kivitték a belsejéből. Nagy részüket zágrábi múzeumokba vitték, míg egy részét a turnašicai plébániára költöztették. Miután leltára a második világháború idején nagyrészt elveszett, így mára nagyon kevés maradt belőle, bár többször próbálták összegyűjteni. Néhány darab a famennyezetből, oszlopfők, néhány szobor és az orgona maradt meg belőle. Az orgonát 1962-ben a turnašicai egyházközség a Verőcei Városi Múzeumnak adta el. Az üres templomot végül 1963 májusában bontották le, majd a helyén megkezdték az új kápolna építését.

## Leírása
A régi fakápolna külsejét ma már csak a róla készített fényképek alapján írhatjuk le. Ezek alapján a kápolna egyhajós, kisebb épület volt, mely fagerendákból és deszkákból épült. Tetejét fazsindelyek borították, amelyeket a tetőlécekhez szegeztek. A toronyfedél is ugyanebből az anyagból készült. A torony a kápolna fő (nyugati) bejárata felett volt,
a nyugati oldalon. A torony alatt három oldalról nyitott veranda volt, amelyet minden oldalról fa lécekkel vettek körül. A toronyba egy létrán lehetett feljutni a verandáról. A kápolna apszisa a keleti oldalon volt. A kápolna falát sárral kenték be, majd lemeszelték. A déli oldalon a kápolna egy oldalsó bejárattal is rendelkezett, míg ablakok, az északi oldalon lévő sekrestyében lévőkön kívül, a déli oldalon is voltak. A kápolna körül kerítés nélküli temető volt.
A Szent Kereszt kápolna belső tere rendkívül gazdag díszítésű, sőt hihetetlenül finoman kidolgozott és gyönyörű volt egy olyan kis falu számára, mint Sedlarica. A belső kialakítás szinte teljes egészében megfelelt az uralkodó építészeti stílusnak. A kápolna kis mérete ellenére is monumentális volt. Teljes mennyezetét deszkára festett képek díszítették, többnyire a növényvilág különböző motívumaival.  Ugyanúgy festve volt a kórus karzata is. Ezek a festmények kivételesek, de azért érdemes nekik néhány sort szentelni. A stílus, amelyben a festmények készültek, szinte mindegyik esetében azonos. Ellentétben a mennyezeten lévőkkel a karzaton csak hét kép volt mindegyiken két apostollal, kivéve azt a központi helyet, amelyen Krisztus volt ábrázolva. A kápolna festményei, bár pazarnak tűntek, közelebbről szemlélve mégis ügyetlenek és művészietlenek voltak, valószínűleg egy hétköznapi paraszt kezével készültek. Alkotójuk nem volt a festészetben jártas, igazi festő. Képei túlságosan grafikusak, vonalai merevek és kötöttek voltak, inkább egy fafaragásokhoz szokott kéz művei, mely durva rajzokhoz szokott. A barokk hatáshoz hozzájárult az is, hogy a képek nagyon színesek voltak. A mennyezet festményei egyszerűek voltak, többször ismétlődött ugyanaz a motívum, a szőlő, a levelek, a vadvirágok. Az emberi alakok vékonyak, hosszúkásak és szinte mindegyik torz volt, mellettük Krisztus középső alakja különösen vaskosnak tűnt. 
A kápolnában három barokk oltár volt, amelyeket az egyházi vizitátor 1744-es leírásából ismerünk. Eszerint a Szent Keresztnek szentelt főoltár központjában a faragott feszület állt. Jobb oldalán két oszlop között Istenanya, Mária és Szent Kleofás szobra, balról pedig Keresztelő Szent János és Salome. Az oltár felső részén Jézus szíve ábrázolása, melynek két oldalán angyalok álltak. Az egész oltár festett és aranyozott volt. A jobb oldali oltár az Urunk színeváltozása mellékoltár volt közepén az ezt ábrázoló képpel, oldalt angyalok szobraival, felül pedig a Szentháromság ábrázolásával. A bal oldali mellékoltár Szent Jakab apostolnak volt szentelve, középen a szent képi ábrázolásával, oldalán angyalokkal melyek füstölőket tartanak a kezükben, felül pedig a Szentlélek képével. Ezeket az oltárokat is festették és aranyozták. Az alkotók minden esetben ismeretlenek. A vizitátor szerint a sekrestye mennyezete is festett volt. A kápolna bejárati ajtaja fából készült, fém retesszel ellátva. Falak a belső oldalon, ahol nem voltak festve, meszeltek voltak.